# Công đồng Lateranô III
Công đồng Lateran III do Giáo hoàng Alexanđê III triệu tập năm 1179. Hoàng đế Frederick I cũng có can dự vào công đồng. Có khoảng 300 Giám mục và 400 giáo sĩ tham dự 3 khoá họp diễn ra từ ngày 5 đến 19 tháng 3.
Nội dung:
1. Kiên định Điều ước Hòa Bình Venice (1177).
2. Lên án bè rối Albigenses và Vaudois. Công đồng cũng tuyên bố bảo vệ quyền tự do tín ngưỡng của người Do Thái.
3. Quy định việc đào tạo Linh mục (điều 18), luật bầu chọn Giám mục, tương quan giữa Giám mục và Tu sĩ. Đặc biệt công đồng quy định cách chọn Giáo hoàng theo đó, Giáo hoàng chỉ được chọn khi hội đủ 2/3 số phiếu của các hồng y tham gia Cơ mật viện.
4. Thúc đẩy công bằng xã hội (quan tâm các vấn nạn như bệnh phong, phi lợi nhuận cao, đình chiến Tregua Dei).